# ベンジル-2-メチル-ヒドロキシ酪酸デヒドロゲナーゼ
ベンジル-2-メチル-ヒドロキシ酪酸デヒドロゲナーゼ（benzyl-2-methyl-hydroxybutyrate dehydrogenase）は、次の化学反応を触媒する酸化還元酵素である。
ベンジル(2R,3S)-2-メチル-3-ヒドロキシ酪酸 + NADP+ {\displaystyle \rightleftharpoons } ベンジル2-メチル-3-オキソ酪酸 + NADPH + H+
反応式の通り、この酵素の基質はベンジル(2R,3S)-2-メチル-3-ヒドロキシ酪酸とNADP+、生成物はベンジル2-メチル-3-オキソ酪酸とNADPHとH+である。
組織名はbenzyl-(2R,3S)-2-methyl-3-hydroxybutanoate:NADP+ 3-oxidoreductaseである。